# Martina Malević
Martina Malević (ur. 7 grudnia 1990 w Zagrzebiu) – chorwacka siatkarka, reprezentantka kraju, grająca na pozycji libero. Od sezonu 2015/2016 występuje w chorwackiej drużynie Mladost Zagrzeb.

## Sukcesy klubowe
Puchar Chorwacji:
- 2004

Mistrzostwo Chorwacji:
- 2004, 2005, 2006
- 2010

Puchar Niemiec:
- 2015

Mistrzostwo Niemiec:
- 2015